# Вяхямаа, Енни
Е́нни Каарина Вя́хямаа (фин. Jenni Kaarina Vähämaa, встречается ошиб. Дженни Вахамаа; р. 26 мая 1992 г.) — финская фигуристка, выступавшая в одиночном разряде. Родилась в городе Лохья (фин. Lohja), живёт в Эспоо, Финляндия.
Заниматься фигурным катанием начала в четыре года. Тренировалась у Людмилы Гангнус (фин. Ludmilla Gangnus), затем у Вирпи Хорттана (фин. Virpi Horttana) — как и другая известная финская фигуристка, Лаура Лепистё.
Большую часть сезона 2008—2009, включая национальный чемпионат, пропустила из-за травмы. В сезоне 2009—2010 в соревнованиях также не участвовала, а в конце сезона сообщила об окончании любительской карьеры, так как решила сосредоточиться на учёбе.

## Спортивные достижения
| Сезоны                        | 2005—2006 | 2006—2007 | 2007—2008 | 2008—2009 |
| ----------------------------- | --------- | --------- | --------- | --------- |
| Чемпионаты Европы             |           |           | 10        |           |
| Чемпионаты мира среди юниоров | 8         | 4         | 4         |           |
| Чемпионаты Финляндии          | 2J.       | 1J.       |           |           |
| Этапы Гран-при: Skate Canada  |           |           |           | 10        |
| Чемпионаты Северных стран     | 1J.       | 1J.       |           |           |
| Finlandia Trophy              |           |           | 1         | 8         |

- J = юниорский уровень

## Разное
Слово vähämaa может быть переведено с финского как «малая земля» (vähä — малый, небольшой, скудный; maa — земля, страна).